# Unterseeboot 191
L'Unterseeboot 191 (ou U-191) est un sous-marin allemand (U-Boot) de type IX.C/40 utilisé par la Kriegsmarine pendant la Seconde Guerre mondiale.

## Historique
Mis en service le 20 octobre 1942, l'Unterseeboot 191 reçoit sa formation à Stettin en Prusse au sein de la 4. Unterseebootsflottille jusqu'au 31 mars 1943, il est affecté dans une formation de combat à Lorient en France dans la 2. Unterseebootsflottille.
Il quitte le port de Bergen pour sa première patrouille le 17 mars 1943 sous les ordres du Kapitänleutnant Helmut Fiehn. Après 38 jours en mer et un succès d'un navire marchand coulé de 3 025 tonneaux, l'U-191 est coulé à son tour le 23 avril 1943 dans l'Atlantique Nord au sud-est du Cap Farvel au Groenland, à la position géographique de 56° 45′ N, 34° 25′ O, par des charges de profondeur lancées par le destroyer britannique HMS Hesperus.

Les 55 hommes de l'équipage meurent dans cette attaque.

## Affectations successives
- 4. Unterseebootsflottille du 20 octobre 1942 au 31 mars 1943 (entrainement)
- 2. Unterseebootsflottille du 1er avril au 23 avril 1943 (service actif)

## Commandement
- Kapitänleutnant Helmut Fiehn du 20 octobre 1942 au 23 avril 1943

## Patrouilles
|       | Commandant          | Départ       | Départ | Arrivée       | Arrivée | Jours    | Succès  |
| ----- | ------------------- | ------------ | ------ | ------------- | ------- | -------- | ------- |
|       | Kptlt. Helmut Fiehn | 11 mars 1943 | Kiel   | 15 mars 1943  | Bergen  | 5 jours  |         |
| 1     | Kptlt. Helmut Fiehn | 17 mars 1943 | Bergen | 23 avril 1943 | Coulé   | 38 jours | 3 025   |
| Total | Total               | Total        | Total  | Total         | Total   | 38 jours | 3 025 t |

Note : Kptlt. = Kapitänleutnant

### Opérations Wolfpack
L'U-191 a opéré avec les Wolfpacks (meute de loups) durant sa carrière opérationnelle :
1. Seeteufel (28 mars 1943 - 30 mars 1943)
2. Löwenherz (1er avril 1943 - 10 avril 1943)
3. Lerche (10 avril 1943 - 16 avril 1943)
4. Meise (16 avril 1943 - 23 avril 1943)

## Navires coulés
L'Unterseeboot 191 a coulé un navire marchand de 3 025 tonneaux au cours de son unique patrouille (38 jours en mer).
| Date          | Nom     | Nationalité | Tonnage (GRT) | Convoi | Fait  |
| ------------- | ------- | ----------- | ------------- | ------ | ----- |
| 21 avril 1943 | Scebeli | Norvège     | 3 025         | ON-178 | Coulé |